# George E. Kimball
George Elbert Kimball (* 12. Juli 1906 in Chicago; † 6. Dezember 1967 in Pittsburgh) war ein US-amerikanischer theoretischer Chemiker und Pionier der Operations Research.

## Leben
Kimball studierte Chemie an der Princeton University und spezialisierte sich früh auf dem Gebiet der theoretischen Chemie und der Quantenchemie.
1932 erlangte er an der Princeton University den akademischen Grad Ph.D. mit der Arbeit The five atom problem in quantum mechanics and its application to the hydrogenchlorine reaction. Betreuer der Arbeit war Henry Eyring, mit dem er 1944 eine der ersten Monographien über Quantenchemie veröffentlichte. Von 1933 bis 1935 war er mit einem National Research Fellowship für Chemie am Massachusetts Institute of Technology (MIT) tätig, wo er in der Gruppe von John C. Slater arbeitete. 1935 kehrte er nach Princeton zurück. Anschließend ging er an das Hunter College, wo er Vorlesungen über theoretische Physik hielt. Ende der 1930er Jahre wurde er Assistant Professor an der Columbia University, wo er mit einigen wenigen Unterbrechungen, bedingt vor allem durch den Zweiten Weltkrieg, bis 1956 tätig war. 1947 wurde er ordentlicher Professor.
Als Philip M. Morse, den er aus seiner Zeit am MIT kannte, ihn 1942 bat, in der von der United States Navy gebildeten Arbeitsgruppe zur Taktik der U-Boot-Abwehr mitzuarbeiten, sagte er zu und wurde innerhalb des folgenden Jahres Stellvertretender Direktor der Operations Research Group (ORG). Diese Gruppe befasste sich mit allen Aspekten der Zerstörung feindlicher U-Boote und des Schutzes der eigenen Streitkräfte, wobei Kimball zu den ersten gehörte, die Simulationsmodelle (Monte-Carlo-Simulation) in der militärischen Operations Research nutzten. Kimball arbeitete in verschiedenen geheimen Projekten mit, so zusammen mit Morse nach Veröffentlichung des Smyth Reports an einem streng geheimen Bericht zu den Implikationen der Atombombe für die Marine. Für seine Verdienste in der militärischen Forschung wurde er nach Kriegsende mit der Presidential Medal for Merit ausgezeichnet.
Nach 1945 nahm er im Gegensatz zu vielen anderen Wissenschaftlern die Arbeiten auf seinem ursprünglichen Fachgebiet – der Quantenchemie – wieder auf und publizierte zahlreiche Aufsätze. Ab 1950 war er in einer Nebentätigkeit bei der Unternehmensberatung Arthur D. Little  (ADL) auf dem Gebiet der Operations Research aktiv. Er gehörte zu denen, die frühzeitig die Anwendungsmöglichkeiten dieses Gebietes für die Lösung industrieller und kommerzieller Probleme sahen. 1952 war er Gründungsmitglied der Operations Research Society of America (ORSA) und später ihr Präsident. 1956 verließ er die Columbia University und ging zu der Firma ADL, wo er ab 1963 wissenschaftlicher Leiter des ADL Trident Projektes, eines Anti-U-Boot-Systemanalyse-Projektes der US Navy wurde.
1941 wurde Kimball Fellow der American Physical Society. 1954 wurde er in die  National Academy of Sciences und 1957 in die American Academy of Arts and Sciences aufgenommen.

## Ehrungen
Seit 1974 wird vom Institute for Operations Research and the Management Sciences (INFORMS) jährlich die George E. Kimball Medal vergeben.

## Schriften (Auswahl)
- Henry Eyring, John Walter, George Kimball: Quantum Chemistry. John Wiley, New York 1944, S. vi, 394.
- Philip M. Morse, George E. Kimball: Methods of Operations Research. Technology Press, J. Wiley, Cambridge, Mass., New York 1951, ISBN 0-486-43234-3, S. vii, 155.
- George E. Kimball: The electronic structure of diamond. In: Journal of Chemical Physics. Band 3, Nr. 9, 1935, S. 560 ff., doi:10.1063/1.1749729.
- George E. Kimball: Directed valence. In: Journal of Physical Chemistry. Band 8, Nr. 2, 1940, S. 188 ff., doi:10.1063/1.1750628.
- George E. Kimball: Some industrial applications of military operations research methods. In: Operations Research. Band 5, Nr. 2, 1957, S. 201 ff., doi:10.1287/opre.5.2.201.